# Attica (villa)
Attica es una villa ubicada en los condados de Wyoming y Genesee en el estado estadounidense de Nueva York. En el año 2000 tenía una población de 2597 habitantes y una densidad poblacional de 296 personas por km².

## Geografía
Attica se encuentra ubicada en las coordenadas 42°51′54″N 78°16′37″O / 42.86500, -78.27694.

## Demografía
Según la Oficina del Censo en 2000 los ingresos medios por hogar en la localidad eran de $40 234, y los ingresos medios por familia eran $47 049. Los hombres tenían unos ingresos medios de $35 729 frente a los $22 007 para las mujeres. La renta per cápita para la localidad era de $18 732. Alrededor del 9.9% de la población estaban por debajo del umbral de pobreza.